# Oesteren
Oesteren ist ein niederländischer Familienname.

## Verbreitung
Der Name Oesteren und van Oesteren war spätestens im 17. Jahrhundert in den Niederlanden gebräuchlich, meist in jüdischen Familien.
1883 nahm ihn die  Gutsbesitzerin Emilie Rosenbaum als neuen Familiennamen nach ihrer Konversion an.
Deren Nachkommen trugen ihn als Familiennamen weiter.

## Namensträger
- Friedrich Werner van Oestéren (1874–1953), deutscher Schriftsteller
- Láska van Oestéren (1871–1947), deutsche Autorin, siehe Valeska Höhnel
- Louise van Oestéren (1880–1951), deutsche Schauspielerin, siehe Lisa Weise